# Македонска антифашистка организация
Македонската антифашистка организация (МАО) е политическа организация, създадена през 1941 година във Воденско по идея на Гръцката комунистическа партия и следваща нейния дух. Лидер на МАО става Вангел Аяновски - Оче, а заедно с него членове на управата са Ангел Гацев, Ристо Кордалов, Дини Папаянков и други. Организацията цели заедно с ЕАМ-ЕЛАС да води борба против силите на Оста. През 1943 година МАО е разпусната.